# Mostazal
Mostazal est une commune du Chili faisant partie de la province de Cachapoal, elle-même rattachée à la Région O'Higgins. En 2012, sa population s'élevait à 23 430 habitants. La superficie de la commune est de 524 km2 (densité de 45 hab./km2). La commune est créée en 1894 et son agglomération principale est San Francisco de Mostazal. Mostazalse trouve dans la Vallée centrale du Chili à environ 60 kilomètres au sud de la capitale Santiago et 10 kilomètres au nord de Rancagua capitale de la province de Cachapoal.

Position de Mostazal (en rouge) au sein de la Province de Cachapoal.